# TT181
La tombe thébaine TT 181 est située à El-Khokha, dans la nécropole thébaine, sur la rive ouest du Nil, face à Louxor en Égypte.
C'est la sépulture de deux sculpteurs, Nebamon et Ipouky (Nb-Jmn(.j), Ipw-kj), datant des règnes d'Amenhotep III à Amenhotep IV.
C'est là qu'a été découvert le portrait de la dame Tjepou exposé au Brooklyn Museum.
Ipouky est le mari de la dame Henoutneferet qui est la sœur de Nebamon. Nebamon et Ipouky sont chefs sculpteurs au service des mêmes institutions.

## Décoration de la tombe
La décoration la tombe s'est arrêté brutalement, la laissant inachevé, car c'est la jonction entre les règnes d'Amenhotep III et de son fils Akhenaton, provoquant un arrêt forcé, lié au transfert des artisans loin de Thèbes pour les tombes d'Amarna.
La tombe est l'une des plus saccagées par les pillards et selon Arpag Mekhitarian, fait partie de celles qui sont « dans un état lamentable ».
La représentation des scènes entre les deux personnages ne suit aucun ordre, il n'y a pas une moitié de paroi pour l'un et l'autre moitié pour le second. Ils sont représentés côte à côte, accomplissant des gestes complémentaires, que ce soit dans les scènes de banquet, l'hommage aux parents, les rites funéraires.